# Haapasaari (ö i Äänekoski, Koivuselkä)
Haapasaari är en ö i södra delen av Keitele i Finland. Den ligger i sjön Keitele och i kommunen Äänekoski i den ekonomiska regionen  Äänekoski ekonomiska region  och landskapet Mellersta Finland, i den centrala delen av landet, 300 km norr om huvudstaden Helsingfors. Öns area är 4,9 hektar och dess största längd är 420 meter i öst-västlig riktning.